# Abso Lutely Productions
Abso Lutely Productions è una casa di produzione statunitense per prodotti animati, live action e cinematografici.
Di proprietà degli attori Tim Heidecker e Eric Wareheim e del produttore Dave Kneebone, lo studio ha sede a Woodland Hills, a Los Angeles, ed è noto per aver prodotto serie televisive per diversi network tra cui Tom Goes to the Mayor, Nathan For You, The Eric Andre Show, Tim and Eric Awesome Show, Great Job! e Check It Out! with Dr. Steve Brule.

## Storia
Il padre di Tim Heidecker compare nel logo dell'azienda dal 2006. Tratto da un home video con data e ora del 28 giugno 1991, dice "Abso-lutely" (in italiano: "Assolutamente"), da cui è stato tratto il nome dell'azienda. Questo era in risposta a Tim (allora quindicenne) che gli chiedeva di riassumere la sua vacanza in due parole.

## Filmografia

### Serie animate
- Tom Goes to the Mayor – serie animata, 30 episodi (2004-2006)

### Serie televisive
- Tim and Eric Awesome Show, Great Job! – serie TV, 52 episodi (2007-2010, 2017)
- Check It Out! with Dr. Steve Brule – serie TV, 25 episodi (2010-2016)
- Jon Benjamin Has a Van – serie TV, 10 episodi (2011)
- The Eric Andre Show – serie TV, 53 episodi (2012-in corso)
- Comedy Bang! Bang! – serie TV, 110 episodi (2012-2016)
- Nathan for You – serie TV, 32 episodi (2013-2017)
- Hot Package – serie TV, 11 episodi (2013-2015)
- The Birthday Boys – serie TV, 20 episodi (2013-2014)
- Tim & Eric's Bedtime Stories – serie TV, 16 episodi (2013, 2014-2017)
- Decker – serie TV, 50 episodi (2014-2020)
- Review – serie TV, 22 episodi (2014-2017)
- W/ Bob & David – serie TV, 5 episodi (2015)
- Ghost Story Club – serie TV, 9 episodi (2018)
- Magic for Humans – serie TV, 19 episodi (2018-in corso)
- The Dress Up Gang – serie TV, 10 episodi (2020)
- Beef House – serie TV, 6 episodi (2020)
- Moonbase 8 – serie TV, 6 episodi (2020)
- Chad and JT Go Deep – serie TV, 6 episodi (2022)

### Lungometraggi
- Tim and Eric's Billion Dollar Movie, regia di Tim Heidecker e Eric Wareheim (2012)
- Mister America, regia di Eric Notarnicola (2019)

### Episodi speciali
- Dangerously Delicious: Paid Advertisement (2012)
- The Eric Andre New Year's Eve Spooktacular (2012)
- Dinner with Friends with Brett Gelman and Friends (2014)
- Dinner with Family with Brett Gelman and Brett Gelman's Family (2015)
- Bagboy (2015)
- Brett Gelman's Dinner in America (2016)
- Innovation Makers: The Coyote Suit (2017)
- Mother, May I Dance with Mary Jane's Fist? (2018)
- Dayworld (2018)
- Flayaway (2018)
- KRFT Punk's Political Party (2019)
- Piggy (2020)

### Episodi pilota
- The New Big Ball with Neil Hamburger (2009)
- Candy Ranch (2013)
- Art Thiefs (2017)
- What The Hell Is Going On?? with Vic Berger (2020)

### Webserie, cortometraggi e sketch
- Tom Goes to the Mayor (2002)
- Tom Goes to the Mayor Returns (2003)
- My 2 Fathers (2004)
- Tim and Eric: The Podcast (2006)
- Tim and Eric Nite Live! (2007-2008)
- Steven and Stephen (2008)
- A Vodka Movie (2009)
- Gettin' It Dunn with Richard Dunn (2009)
- Morning Prayer with Skott and Behr (2010)
- Father and Son (2010)
- Just 3 Boyz (2010)
- The Terrys (2010)
- John and Will's Animal Choices (2010)
- Reggie Makes Music (2012)
- On Cinema (2012-in corso)
- Tim & Eric's Go Pro Show (2013)
- Hamper's Pre-Natal Life Coaching (2013)
- Goatee (2013)
- Tim's Kitchen Tips (2013)
- Dr. Wareheim (2013)
- Esther with Hot Chicks (2014)
- Broken People (2015)
- Eric Andre Interviews the Hot Babes of Instagram (2017)
- 555 (2017)
- Mutant Powers (2018)
- An Emmy for Megan (2018)
- The Passage (2018)
- This Is Branchburg (2019-in corso)
- Our Bodies with Tim & Eric (2019)
- SCUM (2019)
- I Love David (2019)
- Tim & Eric Qu?z (2019)
- Metolius Tutorials: Sick Horse (2020)
- Metolius Tutorials: 3D House (2020)
- An Evening with Tim Heidecker (2020)